# The Untouchable Tour
The Untouchable Tour là chuyến lưu diễn quảng bá thứ ba của ca sĩ và nhạc sĩ người Mỹ Meghan Trainor. Chuyến lưu diễn nhằm hỗ trợ quảng bá cho album phòng thu thứ hai của cô Thank You (2016), cà được tổ chức tại Hoa Kỳ và Canada. Chuyến lưu diễn được công bố ngày 20 tháng 4 với lịch trình được thông báo cùng lúc. Danh sách các tiết mục bao gồm phần lớn các bài hát từ Thank You. Các nghệ sĩ biểu diễn mở đầu là Hailee Steinfeld và Common Kings.

## Danh sách tiết mục
Đây là danh sách tiết mục trong buổi diễn ngày 16 tháng 7 năm 2016. Nó không đại diện cho tất cả các buổi diễn trong suốt chuyến lưu diễn.
1. "Woman Up"
2. "Watch Me Do"
3. "Me Too"
4. "Dear Future Husband"
5. "Lips Are Movin"
6. "Mom"
7. "Dance Like Yo Daddy"
8. "All About That Bass"
9. "Good to Be Alive"
10. "Friends"
11. "Kindly Calm Me Down"
12. "Hopeless Romantic"
13. "Just a Friend to You"
14. "Like I'm Gonna Lose You"
15. "Bang Dem Sticks"
16. "Throwback Love"
17. "I Love Me"
18. "Champagne Problems"
19. "I Won't Let You Down"
20. "One Dance" (Drake cover)
21. "Better"
22. "Thank You"
23. "No"

## Lịch trình
| Ngày                 | Thành phố          | Quốc gia  | Địa điểm                        | Biểu diễn mở màn              | Số người tham dự        | Doanh thu  |
| Bắc Mỹ               | Bắc Mỹ             | Bắc Mỹ    | Bắc Mỹ                          | Bắc Mỹ                        | Bắc Mỹ                  | Bắc Mỹ     |
| -------------------- | ------------------ | --------- | ------------------------------- | ----------------------------- | ----------------------- | ---------- |
| 14 tháng 7 năm 2016  | Boise              | Hoa Kỳ    | Ford Idaho Center               | —                             | —                       | —          |
| 16 tháng 7 năm 2016  | Seattle            | Hoa Kỳ    | WaMu Theater                    | —                             | —                       | —          |
| 18 tháng 7 năm 2016  | San Jose           | Hoa Kỳ    | Event Center Arena              | Hailee Steinfeld Common Kings | —                       | —          |
| 20 tháng 7 năm, 2016 | Las Vegas          | Hoa Kỳ    | The Chelsea                     | Hailee Steinfeld Common Kings | 2,165 / 2,165           | $122,342   |
| 22 tháng 7 năm 2016  | Los Angeles        | Hoa Kỳ    | Greek Theatre                   | Hailee Steinfeld Common Kings | —                       | —          |
| 24 tháng 7 năm 2016  | Phoenix            | Hoa Kỳ    | Comerica Theatre                | Hailee Steinfeld Common Kings | —                       | —          |
| 26 tháng 7 năm 2016  | Denver             | Hoa Kỳ    | Bellco Theatre                  | Hailee Steinfeld Common Kings | —                       | —          |
| 29 tháng 7 năm 2016  | The Woodlands      | Hoa Kỳ    | Cynthia Woods Mitchell Pavilion | Hailee Steinfeld Common Kings | —                       | —          |
| 31 tháng 7 năm 2016  | Allen              | Hoa Kỳ    | Allen Event Center              | Hailee Steinfeld Common Kings | —                       | —          |
| 2 tháng 8 năm 2016   | Rogers             | Hoa Kỳ    | Walmart Arkansas Music Pavilion | Hailee Steinfeld Common Kings | —                       | —          |
| 4 tháng 8 năm 2016   | Atlanta            | Hoa Kỳ    | Chastain Park Amphitheatre      | Hailee Steinfeld Common Kings | —                       | —          |
| 6 tháng 8 năm 2016   | Nashville          | Hoa Kỳ    | Ascend Amphitheater             | Hailee Steinfeld Common Kings | —                       | —          |
| 8 tháng 8 năm 2016   | Rochester Hills    | Hoa Kỳ    | Meadow Brook                    | Hailee Steinfeld Common Kings | —                       | —          |
| 10 tháng 8 năm 2016  | Rosemont           | Hoa Kỳ    | Rosemont Theatre                | Hailee Steinfeld Common Kings | —                       | —          |
| 12 tháng 8 năm 2016  | Des Moines         | Hoa Kỳ    | Iowa State Fair                 | Hailee Steinfeld Common Kings | —                       | —          |
| 13 tháng 8 năm 2016  | Springfield        | Hoa Kỳ    | Illinois State Fairgrounds      | Hailee Steinfeld Common Kings | —                       | —          |
| 30 tháng 8 năm 2016  | Toronto            | Canada    | Molson Amphitheatre             | Hailee Steinfeld Common Kings | —                       | —          |
| 1 tháng 9 năm 2016   | Port Hawkesbury    | Canada    | Port Hawkesbury Civic Centre    | Paul Woida                    | —                       | —          |
| 3 tháng 9 năm 2016   | Allentown          | Hoa Kỳ    | Great Allentown Fair            | Hailee Steinfeld Common Kings | —                       | —          |
| 6 tháng 9 năm 2016   | Vienna             | Hoa Kỳ    | Wolf Trap                       | Hailee Steinfeld Common Kings | —                       | —          |
| 8 tháng 9 năm 2016   | Thành phố New York | Hoa Kỳ    | Radio City Music Hall           | Hailee Steinfeld Common Kings | 11,868 / 11,868         | $617,689   |
| 9 tháng 9 năm 2016   | Thành phố New York | Hoa Kỳ    | Radio City Music Hall           | Hailee Steinfeld Common Kings | 11,868 / 11,868         | $617,689   |
| 11 tháng 9 năm 2016  | Pittsburgh         | Hoa Kỳ    | Petersen Events Center          | Hailee Steinfeld Common Kings | —                       | —          |
| 14 tháng 9 năm 2016  | Charleston         | Hoa Kỳ    | North Charleston Coliseum       | Hailee Steinfeld Common Kings | —                       | —          |
| 16 tháng 9 năm 2016  | Miami              | Hoa Kỳ    | Bayfront Park Amphitheater      | Hailee Steinfeld Common Kings | 4,078 / 4,695           | $141,774   |
| 18 tháng 9 năm 2016  | Orlando            | Hoa Kỳ    | CFE Arena                       | Hailee Steinfeld Common Kings | 6,230 / 6,515           | $258,079   |
| 20 tháng 9 năm 2016  | Greenville         | Hoa Kỳ    | Bon Secours Wellness Arena      | Hailee Steinfeld Common Kings | 5,158 / 5,501           | $220,367   |
| 22 tháng 9 năm 2016  | Uncasville         | Hoa Kỳ    | Mohegan Sun                     | Hailee Steinfeld Common Kings | 6,692 / 7,097           | $369,068   |
| 24 tháng 9 năm 2016  | Boston             | Hoa Kỳ    | Blue Hills Bank Pavilion        | Common Kings                  | —                       | —          |
| 25 tháng 9 năm 2016  | Boston             | Hoa Kỳ    | Blue Hills Bank Pavilion        | Hailee Steinfeld Common Kings | —                       | —          |
| TỔNG CỘNG            | TỔNG CỘNG          | TỔNG CỘNG | TỔNG CỘNG                       | TỔNG CỘNG                     | 36,191 / 39,841 (90.8%) | $1,729,319 |